# حبل عصبي ظهري
الحبل العصبي الظهري هو أحد الخصائص الجنينية الفريدة للحبليات بجانب الحبل الظهري. يعتبر الحبل العصبي الظهري حبل ظهري أجوف. ويتكون من جزء من الأديم الظاهر الملفوف، مشكلا أنبوب مجوف، مقارنة مع شعب الحيوانات الأخرى التي لديها أنابيب بطنية صلبة. يتغير الحبل العصبي الظهري في وقت لاحق في الفقاريات إلى النظام العصبي المركزي الذي يتكون من المخ والحبل الشوكي. يوجد الحبل العصبي الظهري بشكل أساسي في شعيبة الفقاريات.